# RRiF Visoka škola za financijski menadžment
RRiF Visoka škola za financijski menadžment je jedna od rijetkih visokih škola u Republici Hrvatskoj koja provodi stručni studij usmjeren ka obrazovanju stručnjaka s područja računovodstva, poreza i prava.Kao visokoobrazovna ustanova djeluje od 2006. godine na temelju dopusnice Ministarstva znanosti, obrazovanja i športa.                                                                 

## Povijest
Osnivač RRiF Visoke škole je RRiF Plus d.o.o., jedno od društava RRiF grupe čija je djelatnost usko vezana za područje financija, poreza i prava trgovačkih društava. Sama ideja za osnivanjem stručnog studija iznikla je iz tada petnaestogodišnjeg iskustva RRiF grupe na području savjetovanja gospodarskih subjekata i neprofitnih organizacija i izdavanjem stručnih časopisa, knjiga i priručnika iz navedenih područja